# Taishi Taguchi
Taishi Taguchi (田口 泰士 Taguchi Taishi?), född 16 mars 1991, är en japansk fotbollsspelare som spelar för Júbilo Iwata.
Taguchi debuterade för Japans landslag den 10 oktober 2014 i en 1–0-vinst över Jamaica.